# اسکار رومرو (بازیکن فوتبال)
اسکار رومرو (انگلیسی: Óscar Romero؛ زادهٔ ۴ ژوئیهٔ ۱۹۹۲) بازیکن فوتبال اهل پاراگوئه است که در پست هافبک هجومی برای باشگاه پندیک اسپور در سوپر لیگ فوتبال ترکیه کرد.
وی همچنین در تیم ملی فوتبال پاراگوئه بازی کرده‌است.